# Легкорельсовая система Хадсон — Берген

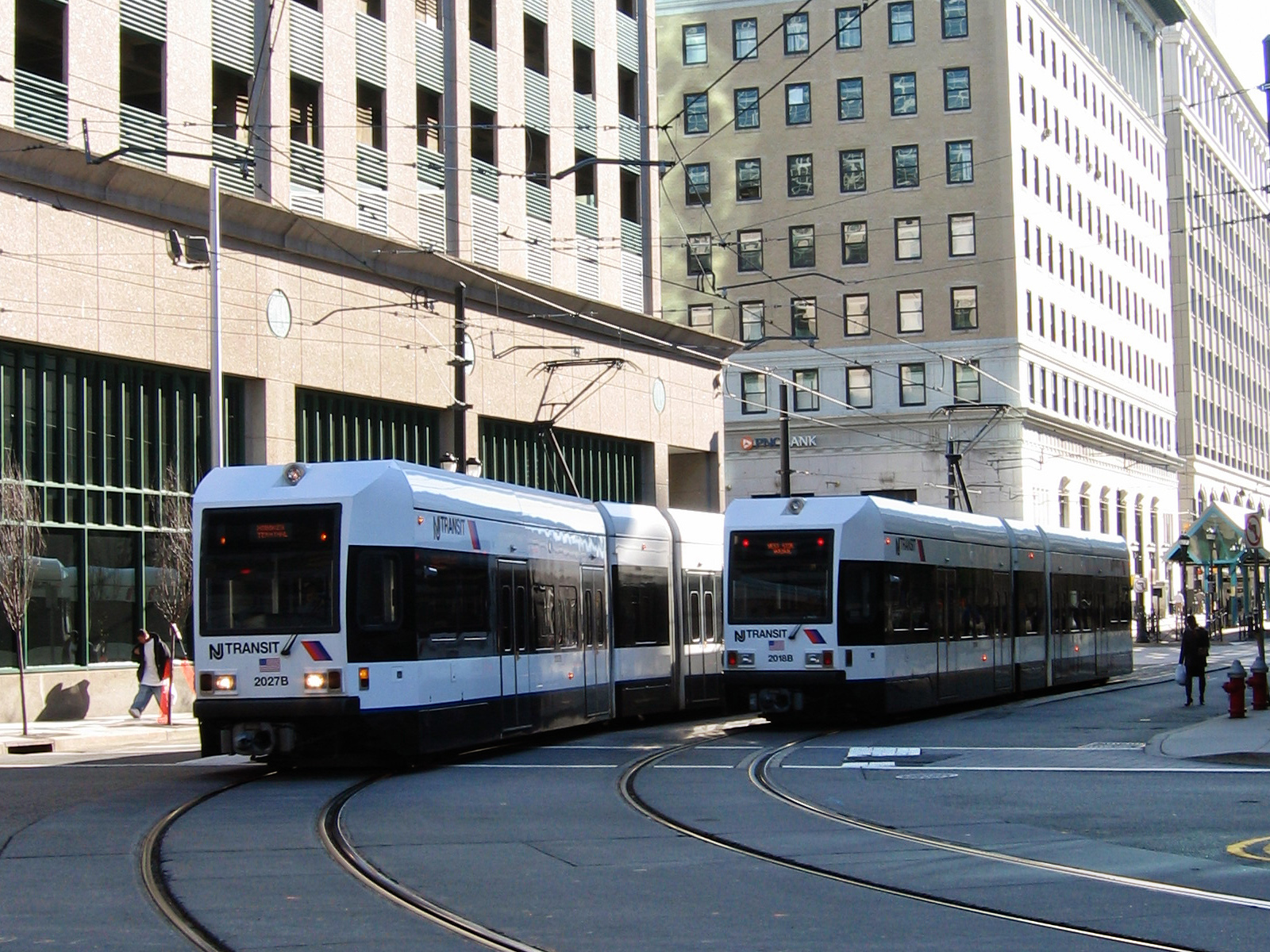
Скоростные трамваи HBLR

Схема маршрутов скоростного трамвая HBLR

Система скоростного трамвая обслуживает районы штата Нью-Джерси.
Расположенные вблизи от побережья реки Гудзон, и от города Нью-Йорк. Транспортная система принадлежит корпорации Нью-Джерси Транзит и управляется компанией 21st. Century Rail Corporation. Общая протяжённость линий скоростного трамвая составляет 33,2 км.
Стоимость проекта этой системы, составляет 2,2 миллиарда долларов. Таким образом, система скоростного трамвая считается одним из самых дорогих строительных проектов штата Нью-Джерси. Проект был финансирован многими федеральными фондами.          Федеральная администрация транспорта внесла 41 % всей суммы, то есть 1,2 миллиарда $.
Транспортная система обслуживает деловую часть города Джерси-Сити и вокзал города Хобокен. В этой части пути проложены по городским улицам, и транспортная система больше напоминает классический трамвай. На север от Хобокена и к югу от Джерси-Сити линия идёт по обособленным путям, которые местами ограждены шлагбаумами. 
В тех местах поезда развивают скорость до 90 км/ч, и здесь система имеет характер скоростного трамвая или ЛРТ, а не обычного уличного трамвая.
Пути системы наземные, за исключением тоннеля в городе Уихокен.

## Маршруты
По состоянию на лето 2019 года транспортная система обслуживает три маршрута.
- Tunelle Avenue, Bergenline Avenue, Lincoln Harbor, …. Hoboken. Показана зелёным цветом на карте.
- Tunelle Avenue, Bergenline Avenue, Lincoln Harbor, а далее по улицам Джерси-Сити: Panovia Newport, … Exchange Place, … Liberty State Park, … West Side Avenue. Показана на карте жёлтым цветом.
- Hoboken, Pavonija Newport, … Exchange Place, Liberty State Park, а далее в город Bayonne, расположенный на полуострове. Показана на карте синим цветом.

## Плата за проезд
Одноразовый билет стоит 2,10 $, десятиразовый — 21 $. Месячный проездной с неограниченным доступом — 64 $.
Пассажиры получают проездные билеты в кассах-автоматах, расположенных на платформах. Одноразовые и десятиразовые билеты нужно прокомпостировать (погасить) до начала поездки. Компостируются билеты в валидаторах, то есть электронных компостерах. Очень важно знать, что валидаторы расположены на платформах станций, а не в трамваях. Валидаторы проставляют дату и время истечения срока действия билета (90 минут после компостирования). После этого можно ехать в одном направлении в течение этого времени. Контролёры проверяют билеты выборочно как и в трамваях, так и на платформах, подобно многим транспортным системам в Европе. Максимальный штраф — 100 $.

## Реурбанизация вдоль трасс маршрутов
Наличие системы скоростного трамвая является стимулом для застройки близлежащих земель. Как и жилые комплексы, так и многоэтажные офисные здания строятся вдоль трассы маршрутов ЛРТ. Это играет немалую роль в реурбанизации «Золотого побережья Нью-Джерси». Очень многие станции были первоначально построены на пустырях. Теперь там быстрыми темпами идёт застройка жилыми и офисными домами. Например, там, где линия проходит по Essex Street в деловой части Джерси-Сити, за 5 лет появилось 3000 квартир. Пустующая земля рядом с Liberty State Park перестраивается в насыщенный транспортом центр под названием Liberty Harbor North, который будет состоять из 6000 квартир и большого количества коммерческой площади.

## История
Графство Хадзон (штат Нью-Джерси) занимает шестое место по плотности населения в США и в нём проживает больше всего пассажиров общественного транспорта в процентном отношении. В 1980-х и 1990-х годах плановики пришли к выводу, что в графстве востребована еще одна транспортная система для разгрузки автодорог, особенно на побережье реки Гудзон. После проведения сравнения вариантов транспортного сообщения, которые способны вместить растущий в данном районе пассажиропоток, вариант легкорельсовой системы, построенной в несколько этапов, был выбран как самый эффективный.

## Ссылки

Легкорельсовая система Hudson Bergen
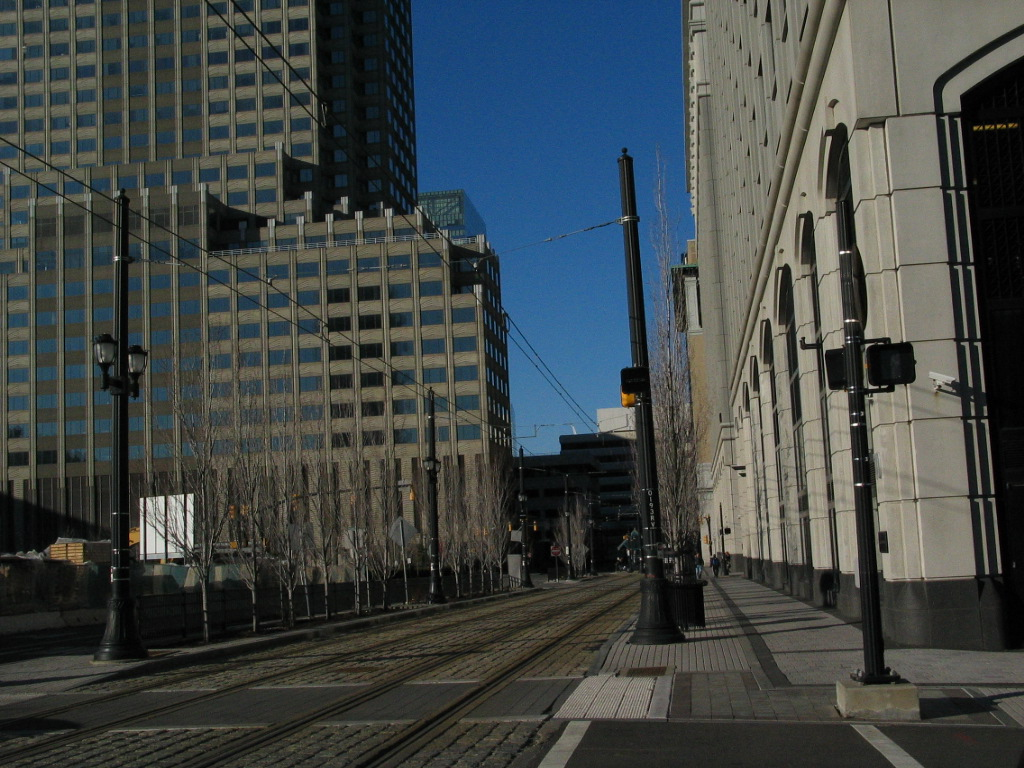
По улицам Джерси-Сити
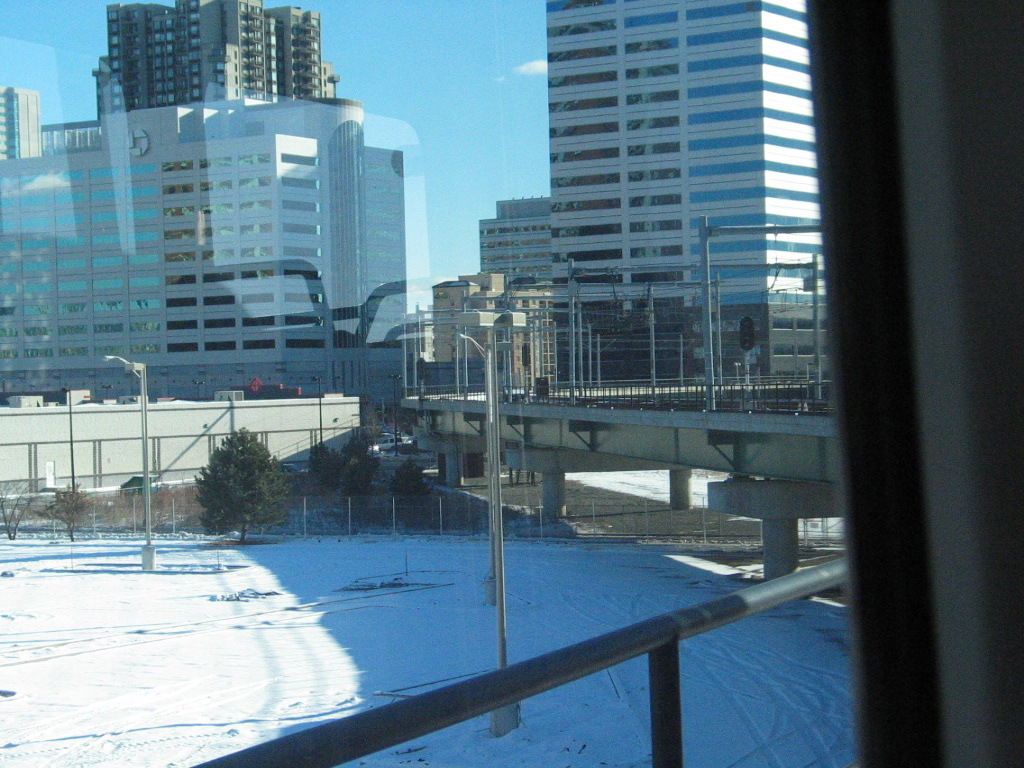
Выделенная эстакада
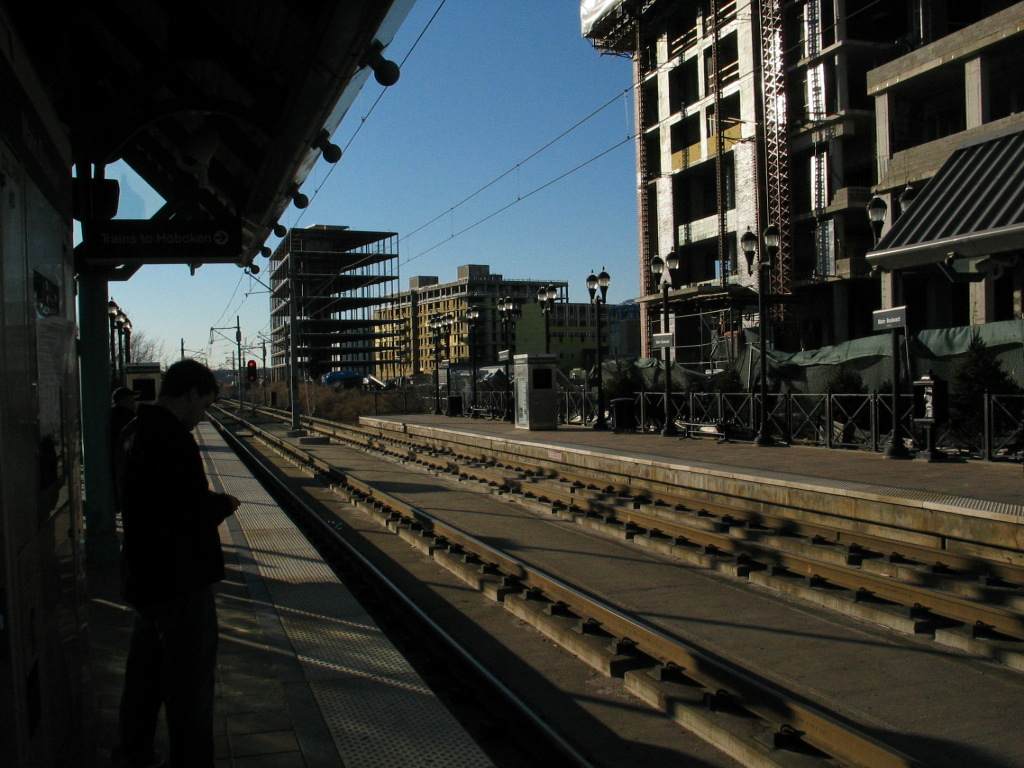
Застройка у станции Marine Boulevard
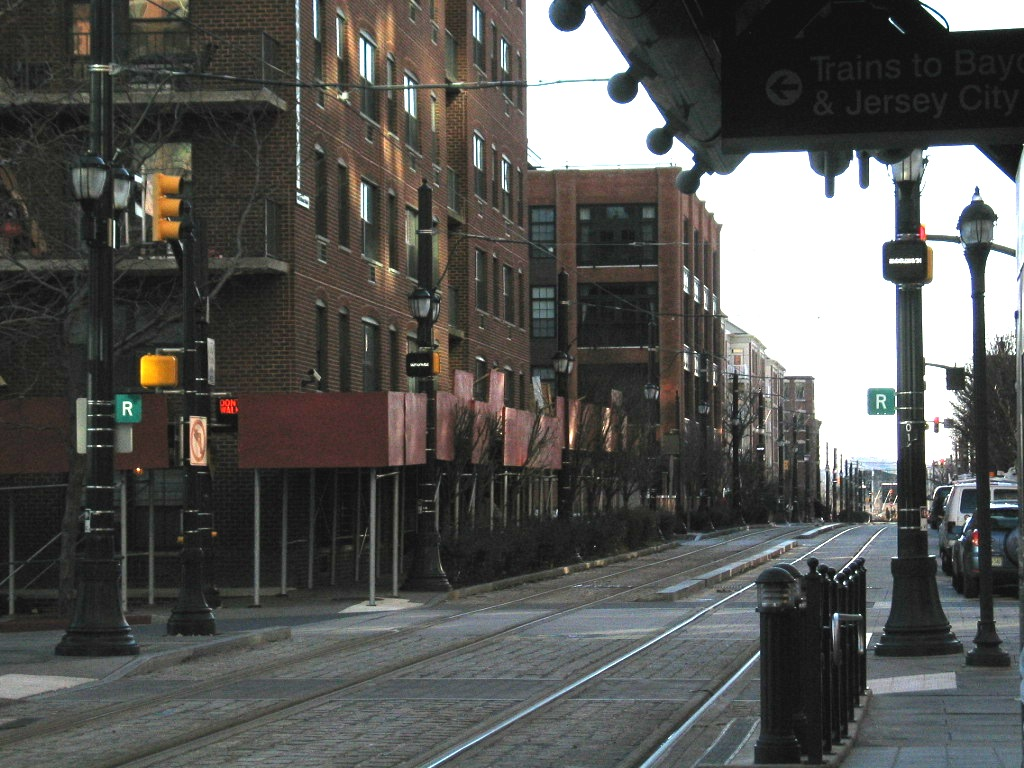
Жилые дома на Essex Street